# Vallès Occidental

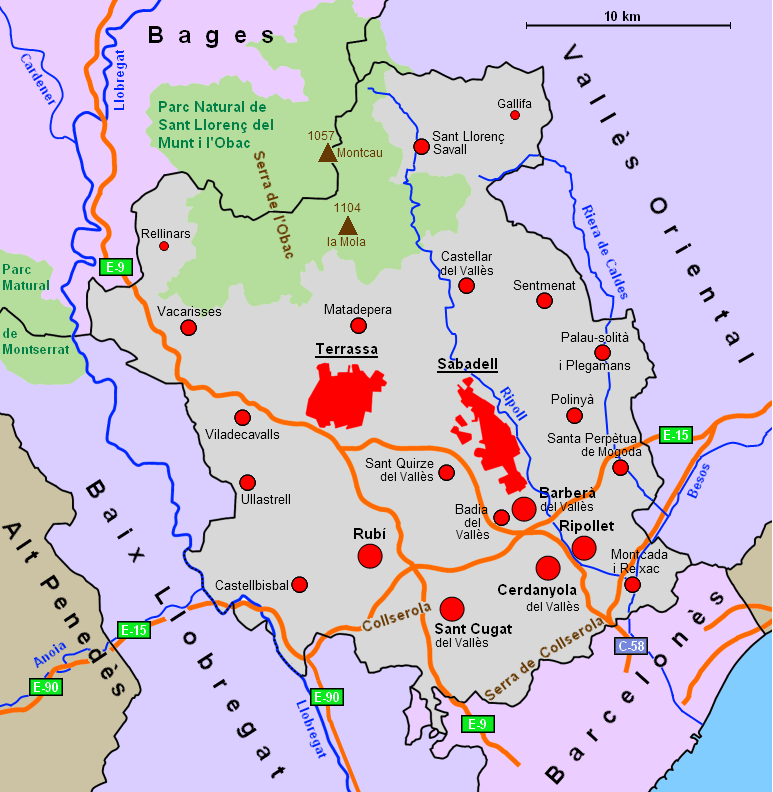
Karte von Vallès Occidental

Die Comarca Vallès Occidental liegt in der Provinz Barcelona der Autonomen Gemeinschaft von Katalonien (Spanien). Der Gemeindeverband hat eine Fläche von 583,06 km² und 940.881 Einwohner (2022).

## Lage
Der Gemeindeverband grenzt im Norden an die Comarca Bages, im Osten an Vallès Oriental, im Süden an Barcelonès und im Westen an Baix Llobregat. Zusammen mit den Comarcas Alt Penedès, Baix Llobregat, Barcelonès, Garraf, Maresme und Vallès Oriental bildet die Region das Territorium Àmbit Metropolità de Barcelona.
Vallès Occidental liegt in der katalanischen Vorküstenebene. Die Flüsse Llobregat im Westen und Riera de Caldes im Osten, bilden eine natürliche Grenzen. Der Riu Ripoll, ein Nebenfluss des Riu Besòs durchfließt den Gemeindeverband von Nord nach Süd. Im Süden, zwischen Vallès Occidental und Barcelona liegt das Küstengebirge, die Serra de Collserola. Im Norden befindet sich die Serra de l'Obac mit der höchsten Erhebung der Comarca, dem la Mola (1.104 m). In diesem Teil des Vorküstengebirges liegt auch der Parc Natural de Sant Llorenç del Munt i l’Obac.

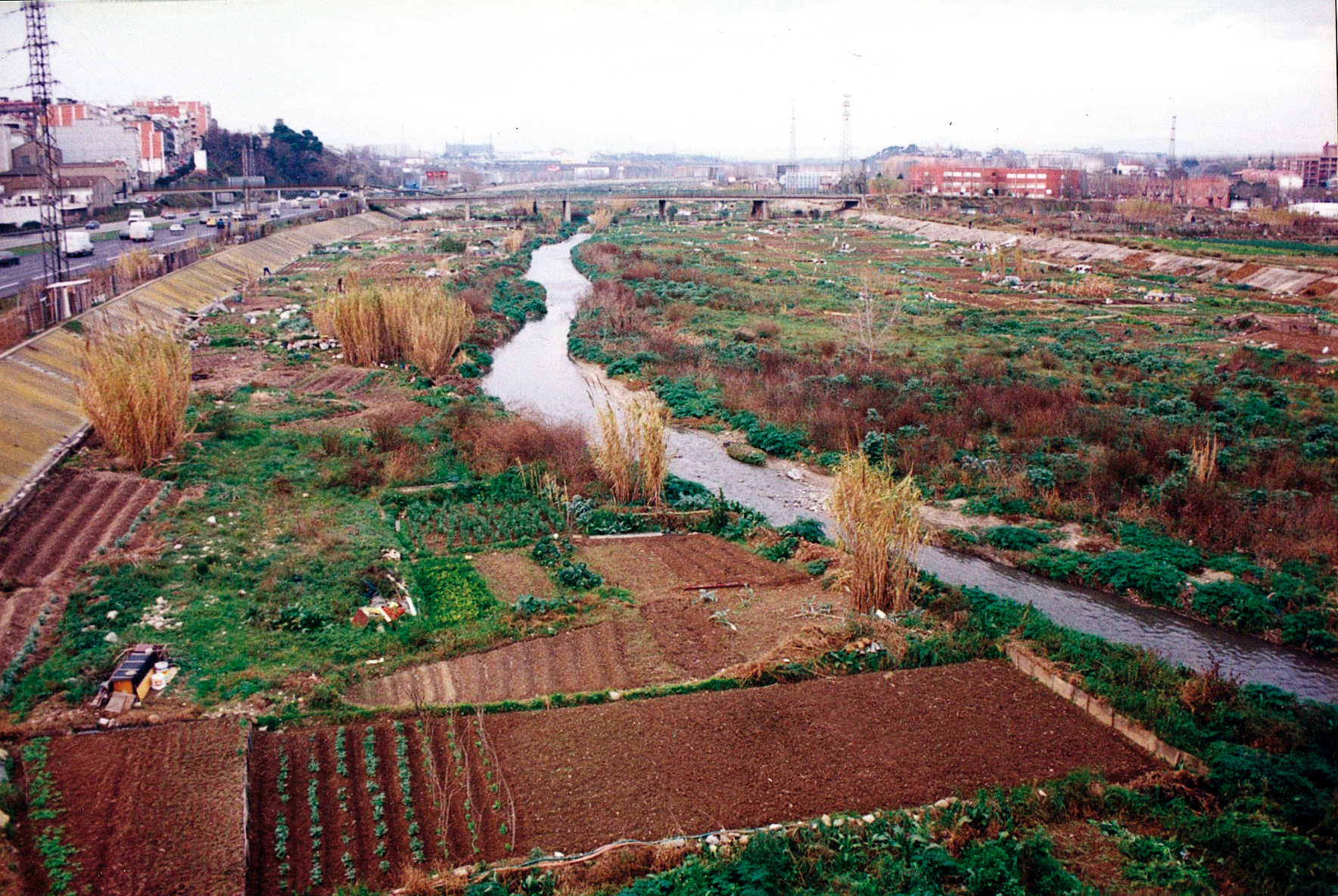
Der Riu Ripoll, links Cerdanyola del Vallès, rechts Ripollet im Jahr 1991

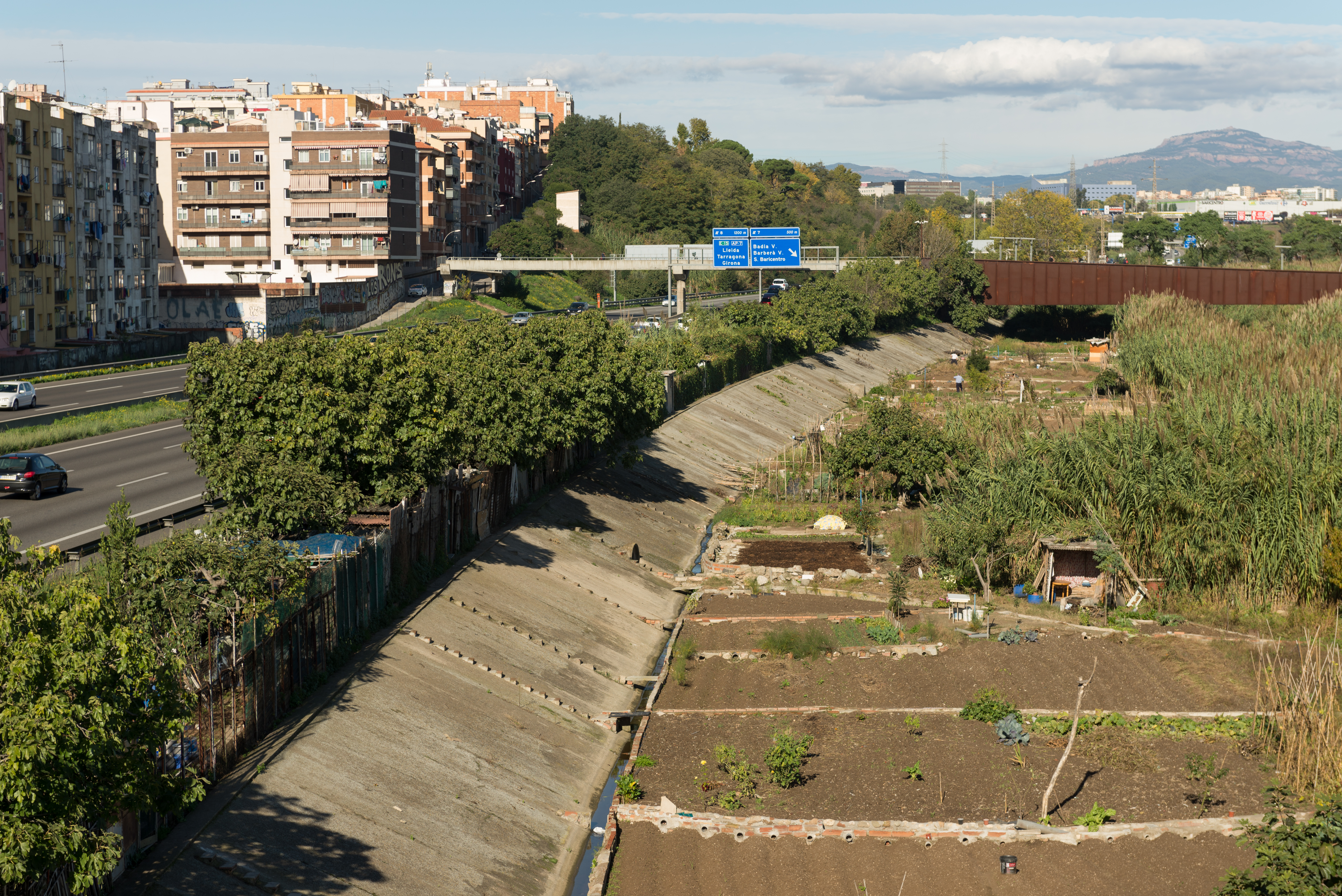
Gleicher Ort 2015

## Klima
Wegen der Nähe zur Küste ist das Klima mediterran, mit trockenem Sommer und milden Temperaturen im Sommer und Winter.

## Wirtschaft
In dem dicht besiedelten Gebiet hat die Landwirtschaft nur noch eine untergeordnete Bedeutung. Angebaut werden Getreide, Futtermittel, Kartoffeln, Obst, Wein, Mandeln, Haselnüsse und Oliven. Die Industrie, vor allem die beherrschende Textilindustrie, ist in den Städten Sabadell und Terrassa angesiedelt. Aber auch die Metall-, Chemische- und Nahrungsmittelindustrie sowie der Holzbau und der Dienstleistungssektor ist von Bedeutung.

## Verkehr
Die Comarca verfügt über ein gut ausgebautes Verkehrsnetz mit den Autobahnen AP-7/E-15 und C-16/E-9. Mehrere Gemeinden sind in das S-Bahn-Netz Barcelonas (Cercanías) eingebunden. Der Flughafen Barcelona ist mit Auto, aber auch mit der S-Bahn gut zu erreichen.

## Gemeinden
| Gemeinde                  | Einwohner (2024) | Fläche km² | Dichte Einw./km² | Cod INE | Postleitzahl                     |
| ------------------------- | ---------------- | ---------- | ---------------- | ------- | -------------------------------- |
| Badia del Vallès          | 13.118           | 0,93       | 14.105           | 08904   | 08214                            |
| Barberà del Vallès        | 33.575           | 8,18       | 4.105            | 08252   | 08210                            |
| Castellar del Vallès      | 25.322           | 45,17      | 561              | 08051   | 08211                            |
| Castellbisbal             | 12.972           | 31,04      | 418              | 08054   | 08755                            |
| Cerdanyola del Vallès     | 58.100           | 30,83      | 1.885            | 08266   | 08290                            |
| Gallifa                   | 172              | 16,20      | 11               | 08087   | 08146                            |
| Matadepera                | 9.815            | 25,29      | 388              | 08120   | 08230                            |
| Montcada i Reixac         | 37.153           | 23,49      | 1.582            | 08125   | 08110                            |
| Palau-solità i Plegamans  | 15.456           | 15,06      | 1.026            | 08156   | 08184                            |
| Polinyà                   | 8.555            | 8,81       | 971              | 08167   | 08213                            |
| Rellinars                 | 920              | 17,81      | 52               | 08179   | 08299                            |
| Ripollet                  | 39.462           | 4,40       | 8.969            | 08180   | 08291                            |
| Rubí                      | 81.532           | 32,20      | 2.532            | 08184   | 08191                            |
| Sabadell                  | 222.177          | 37,53      | 5.920            | 08187   | 08200–08208, 08802, 08805        |
| Sant Cugat del Vallès     | 98.621           | 48,27      | 2.043            | 08205   | 08172–08174, 08190, 08195, 08198 |
| Sant Llorenç Savall       | 2.586            | 41,19      | 63               | 08223   | 08212                            |
| Sant Quirze del Vallès    | 20.161           | 14,47      | 1.393            | 08238   | 08192                            |
| Santa Perpètua de Mogoda  | 25.960           | 15,69      | 1.655            | 08260   | 08130                            |
| Sentmenat                 | 9.553            | 28,30      | 338              | 08267   | 08181                            |
| Terrassa                  | 228.708          | 70,29      | 3.254            | 08279   | 08221–08229                      |
| Ullastrell                | 2.176            | 7,39       | 294              | 08290   | 08231                            |
| Vacarisses                | 7.563            | 40,44      | 187              | 08291   | 08233                            |
| Viladecavalls             | 7.802            | 20,08      | 389              | 08300   | 08232                            |
| Comarca Vallès Occidental | 961.459          | 583,06     | 1.649            | –       | –                                |